# 丹尼尔·加布里埃尔·华伦海特

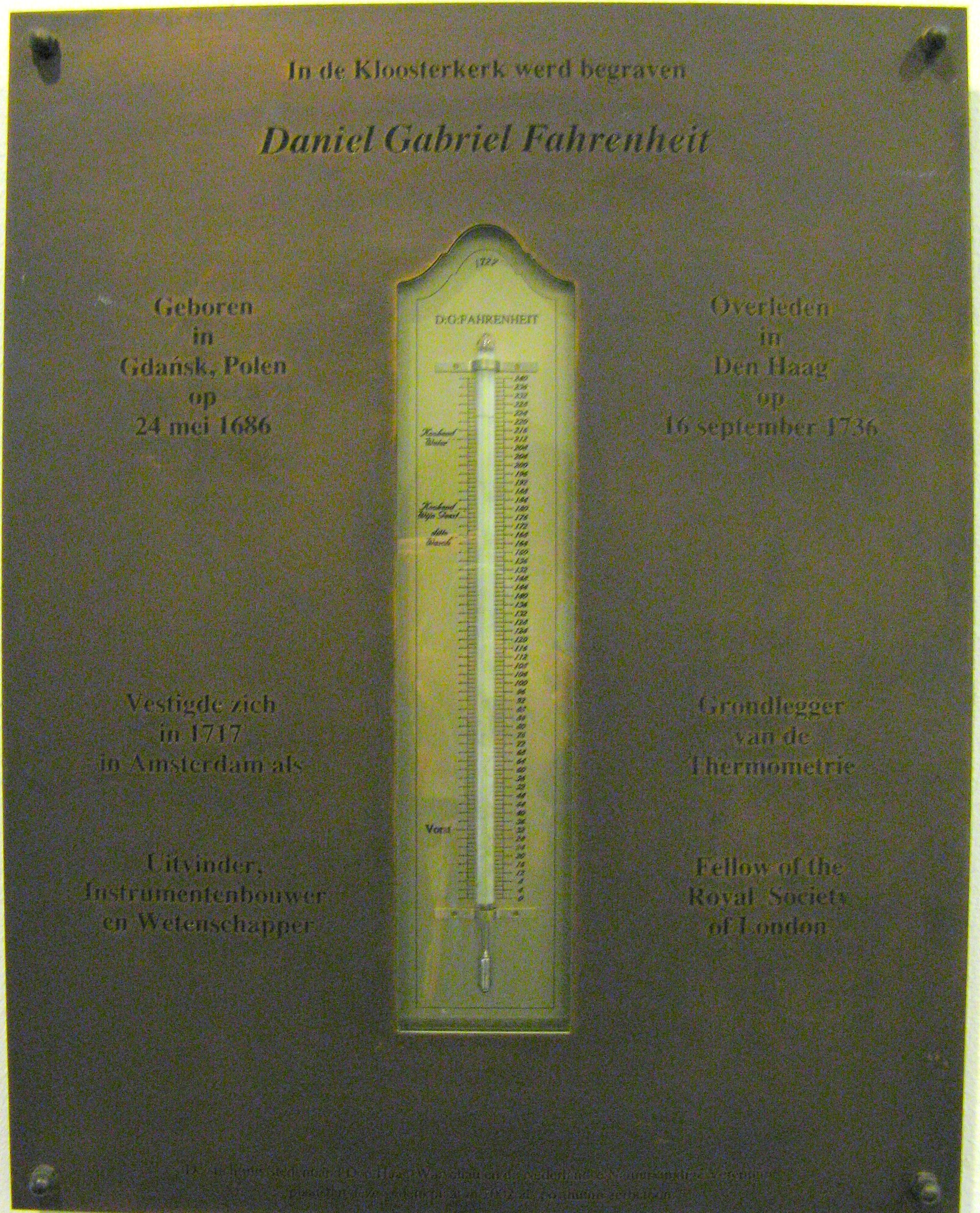
加布里尔·华伦海特之墓碑

丹尼尔·加布里埃尔·华伦海特（德語：Daniel Gabriel Fahrenheit， 1686年5月24日—1736年9月16日)，德意志裔物理学家、工程师，华氏温标的创立者。

## 生平
华伦海特出生于但泽（今波兰格但斯克），少年时其父母意外死亡（據說是誤食毒鵝膏），迫使华伦海特开始学习商业。经过在阿姆斯特丹的多年训练后，他定居海牙，从事玻璃制品的吹制和贸易，并制作气压计、高度计和温度计出售，先后研制成功酒精和水银温度计。1714年，加布里尔·华伦海特研制了在水的冰点和人的体温范围内设定刻度的水银体温计。一位荷兰医生用它来给发热病人量体温，但体温计仍然太大了，大多数医生未能很快使用它。1718年后，他在阿姆斯特丹教授物理学，1724年，他成为英国皇家学会院士。在物理学历史上，华伦海特首次确认了每一种液体的沸点都大体恒定，只是随着气压的改变而改变，气压越大，沸点越高，并以此原理發明了沸点高度计。
在制作温度计的过程中，华伦海特必须寻找一种对温度进行精确标记的方法，于是他采用了三种在当时技术条件下十分重要的温度作为标记刻度的依据。首先，他将水、冰和氯化铵混合，达到了当时所能记录到的最低温度，将其定为0度。然后他又将水的冰点定为32度，最后将人的体温定为96度。
不久，在采用能承受更高温度的水银温度计后，华伦海特改将水的沸点作为温度计的上限，定为212度，这样，他可以将水的冰点和沸点之间划分为180度，同时又使得人体体温接近100这个整数。在摄氏温标被广泛接受之前，华氏温标是最被人接受的温度量度。时至今日，美国人仍然在日常生活中使用华氏温标，在德國等地已逐漸棄用。

## 引用
1. ↑  .   [2013-01-11]. （原始内容存档于2020-11-23）.
2. ↑  .   [2007-05-22]. （原始内容存档于2007-09-27）.
3. ↑  Senese, Fred Why isn't 0 °F the lowest possible temperature for a salt/ice/water mixture?, 2005.
4. ↑  .   [2007-05-22]. （原始内容存档于2020-11-06）.